# Whiskey Mountain
Der Whiskey Mountain (3401 m) ist ein Berg in der nordöstlichen Wind River Range in den Rocky Mountains. Er befindet sich im Fremont County im Bundesstaat Wyoming knapp zwölf Kilometer südlich von Dubois. Seinen auffallenden Namen verdankt der Berg dem Umstand, dass an seinen Flanken zu Zeiten der Rendezvous der Trapper und Pelzhändler ein verstecktes Lager existierte. Der Berg befindet sich am nördlichen Rand der Fitzpatrick Wilderness, die Teil des Shoshone National Forests ist. Seit Mitte des 20. Jahrhunderts ist der Whiskey Mountain bekannt für eine dort lebende Dickhornschafherde, die den Winter an den Nordflanken des Berges verbringt.

## Lage und Umgebung
Der Bergrücken des Whiskey Mountain ergebt sich zwischen dem Tal des Jackeys Fork im Norden und dem des West Torrey Creeks im Süden. Letzterer ist der Ausfluss des südwestlich des Berges liegenden Ross Lake und er durchfließt in seinem weiteren Verlauf nach Osten den Hidden Lake und den Lake Lousie, bevor er sich mit dem East Torrey Creek vereinigt. Der Torrey Creek wendet sich weniger Kilometer nach dem Zusammenfluss der zwei Quellbäche nach Norden und durchfließt die drei unmittelbar zusammenhängenden Seen auf der Ostseite des Whiskey Mountain, den Trail Lake, den Ring Lake und den Torrey Lake.
Der im äußersten Nordosten der Wind River Range gelegene Whiskey Mountain ist von den hohen Granitgipfeln im Zentrum der Gebirgskette durch wenig markante, höhere Gipfel getrennt: Bei Ram Flat (3731 m), Goat Flat (3806 m) sowie Downs Mountain (4069 m) handelt es sich um breite plateauartige Gipfel, die das Panorama südlich des Berges bestimmen. Markantere Formen zeigen im Norden die Berge der Absaroka Range.

## Flora und Fauna
Die niedriger liegenden Hänge sind semiarid, und der Baumbewuchs in Form von Koniferen beschränkt sich auf die Nord- und Osthänge, an den anderen Expositionen befinden sich Beifuß sowie horstbildende Gräser. Die Waldgrenze liegt ungefähr auf  3100 Metern, darüber überdauern nur noch krautigen Pflanzen und Gräser.
Das Gebiet im Umfeld des Whiskey Mountains beherbergt das Überwinterungsgebiet einer der größten Herden von Dickhornschafen (Ovis canadensis) in den Rocky Mountains innerhalb der Vereinigten Staaten. Diese halten sich vorwiegend auf der Nordseite des Berges auf, wo 1931 ein Feuer größere Gebiete verbrannt hatte. Heute finden sich dort die Biegsame Kiefer (Pinus flexilis) und die
Gewöhnliche Douglasie (Pseudotsuga menziesii), dazwischen Stümpfe verbrannter Bäume. Ein knapp 2 km² großes Gebiet davon wird seit 1992 als Wilderness Study Area ausgewiesen.
Nachdem die Größe der Herde im Bereich des Whiskey Mountains im Jahr 1990 mit 1700 Tieren ein Maximum erreicht hatte, gingen pessimistische Schätzungen im Jahr 2004 nur noch von 650 Exemplaren aus. Gründe für diesen Rückgang ist das Ausbrechen einer Lungenentzündung im Winter 1990/91 sowie eine geringe Reproduktionsrate, die mit Ausbrechen der Lungenentzündung steil abfiel und seither nicht mehr angestiegen ist. Der Individuenaustausch mit anderen Herden ist sehr gering. Eine Ursache hierfür ist vermutlich, dass das Gebiet um den U.S. Highway 287/26 einen Korridor mit wenig geeignetem Habitat darstellt und so den Austausch mit den Herden im Norden limitiert.

## Alpinismus
Durch die Süd-, West- und Nordflanke des Berges verlaufen Trails. Im Norden ist dies der Whiskey Creek Trail, der vom Whiskey Basin an der Trail Lake Road in südwestlicher Richtung durch das Tal des namensgebenden Bachs führt und etwa 2 Kilometer nordwestlich des Whiskey Mountains auf den Whiskey Mountain Trail trifft. Letzterer umrundet von dieser Einmündung ab den Berg durch die West- und Südflanke und führt hinab zur Trail Lake Ranch, die den Endpunkt der Trail Lake Road wenig oberhalb des Trail Lakes darstellt. Dies ist der übliche Ausgangspunkt einer Besteigung. Von dort folgt man dem Whiskey Mountain Trail Richtung Westen in die Südflanke des Berges. Oberhalb der Waldgrenze kann man den Trail an beliebiger Stelle verlassen und weglos durch die Süd- oder Westflanke den Gipfel erreichen. Vom Ausgangspunkt sind dabei 1100 Höhenmeter zu überwinden, der Zeitbedarf liegt ungefähr bei drei Stunden, der Schwierigkeitsgrad wird mit Class 1 im Yosemite Decimal System angegeben.